# PolyGram
PolyGram was een van 's werelds grootste muziekconcerns ooit. PolyGram werd opgericht in 1972 na een fusie tussen  
Philips Phonografische Industrie (eigendom van N.V. Philips' Gloeilampenfabrieken) en Deutsche Grammophon GmbH (eigendom van Siemens). In eerste instantie werden er twee houdstermaatschappijen opgericht: één in Baarn (PolyGram B.V.) en één in Hamburg (PolyGram GmbH). Later werd Polygram voornamelijk vanuit Baarn geleid. PolyGram was verantwoordelijk voor alle entertainmentactiviteiten van Philips, inclusief het Brits-Nederlandse filmbedrijf PolyGram Filmed Entertainment en een aantal muziekuitgeverijen.
In 1985 kocht Philips 40% van de aandelen in Polygram van Siemens. Twee jaar later werd Philips volledig eigenaar van Polygram.
In diezelfde tijd ging Polygram op overnamepad. In 1989 werden de overnames van het Zweedse Polar Music International (bekend van ABBA) het Britse Island Records en het Amerikaanse A&M Records aangekondigd. Om al deze overnames te bekostigen, ging PolyGram in datzelfde jaar naar de beurs. Deze beursgang verkleint het belang van Philips in Polygram tot ongeveer 80%. In 1993 volgde de overname van Motown Records voor $301 miljoen. Deze werd gefinancierd door de verkoop door Philips van 5% van haar aandeel in Polygram. Na Motown volgde de aankoop van 50% Def Jam Recordings voor $ 33 miljoen in 1994, in 1996 verhoogden ze hun belang in Def Jam naar 60%. Het Venezolaanse Rodven volgde voor $ 27 miljoen in 1995.

## Overname door Seagram
In december 1998 verkocht Philips het muziekconcern PolyGram aan het Canadese Seagram Company, dat met dochterbedrijf Universal Music Group al een grote platenmaatschappij in bezit had. Seagram betaalde $ 10,2 miljard voor deze acquisitie. Uiteindelijk werd PolyGram gefuseerd met de Universal Music Group. Er werkten 15.500 mensen bij de nieuwe groep, maar 20% van de arbeidsplaatsen zijn verloren gegaan om de kosten met zo’n $ 300 miljoen per jaar te reduceren. Universal Music Group is anno 2011 een van de grootste muziekconcerns ter wereld. Tegenwoordig is de Universal Music Group (niet te verwarren met Universal Studios, dat van NBC Universal is), in het bezit van het Franse Vivendi SA. Vivendi heeft aangekondigd dat Universal Music Group vanaf eind 2021 zelfstandig verder zal gaan.